# Пуло-Кондор
Пуло-Кондор (малайск. Pulo Condore) или Коншон (вьет. Côn Sơn), Шон (Кондор) — крупнейший остров архипелага Кондао на юге Вьетнама. Общая площадь — 51,52 км². Население (2010) — 6000 человек.

## География
Коншон находится в 233,5 км на юг от города Хошимина, в 1372,5 км к югу от Ханоя. Имеет вулканическое происхождение. Довольно гористый. Наивысшая точка — гора Святого Креста (610 м).
На склонах гор сохранились тропические леса, в которых обитают преимущественно птицы и пресмыкающиеся. Имеется эндемический вид ящерицы. На берегах размножаются морские черепахи. Для их охраны в 1984 году был создан национальный парк.

## История

Тюрьма Кондао

Остров Коншон в прошлом был известен как Пуло-Кондор (буквально «тайный остров»), который формально входил в состав кхмерского государства, но чаще посещался тямскими, вьетнамскими и малайскими мореходами. В начале XVIII века его неудачно пытались колонизировать британцы. В дальнейшем Консон вошел в состав Вьетнама. В 1862—1956 годах контролировался Францией. На Коншоне была построена тюрьма, закрытая только в 1973 году (было освобождено около 8000 заключённых).

## Инфраструктура
Большинство населения живет в городе Кондао, около которого действует аэропорт. Вся территория острова хорошо телефонифицирована. Основная отрасль экономики — туризм.